# Neato barrine
Neato barrine is een spinnensoort uit de familie Gallieniellidae. De soort komt voor in Queensland.